# Brevipalpus longisetosus
Brevipalpus longisetosus är en spindeldjursart som beskrevs av Baker 1949. Brevipalpus longisetosus ingår i släktet Brevipalpus och familjen Tenuipalpidae. Inga underarter finns listade.